# Otto Breuer
Otto Breuer (* 26. Juli 1897 in Wien, Österreich-Ungarn; † 10. November 1938 in Purkersdorf) war ein österreichischer Architekt und Möbeldesigner.

## Biografie

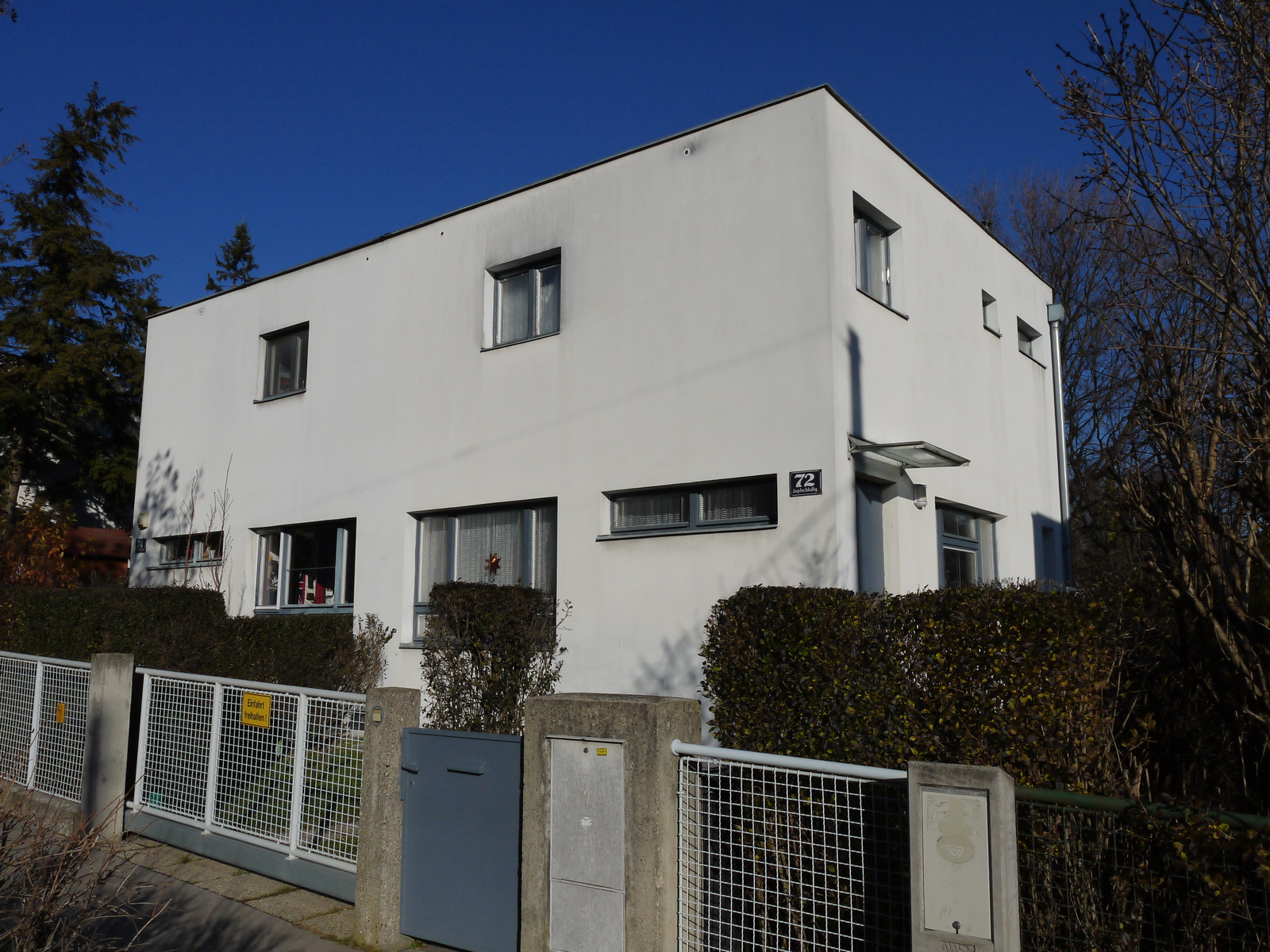
Jagdschlossgasse 72–74

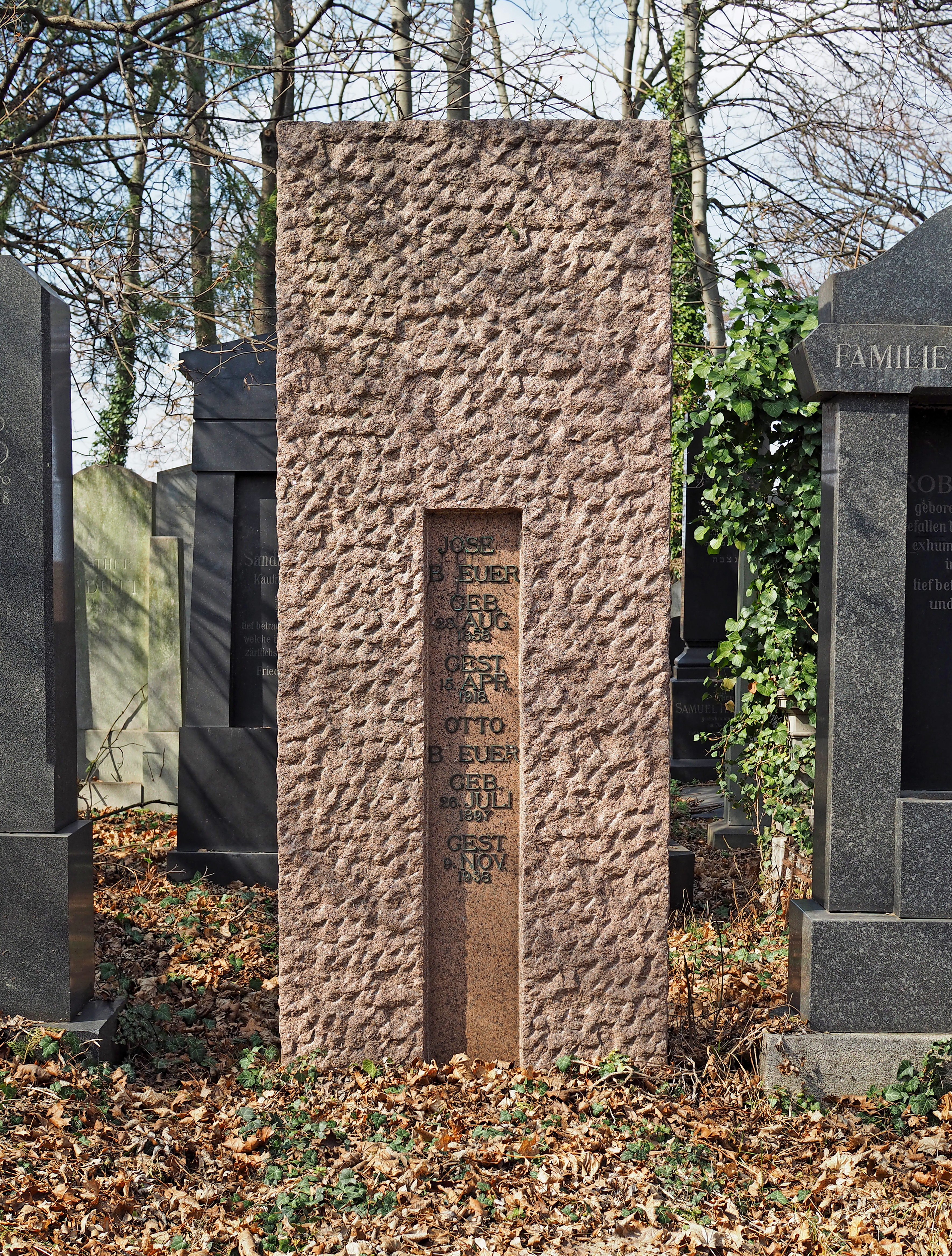
Grabstätte von Otto Breuer in der Alten Jüdischen Abteilung des Wiener Zentralfriedhofs

Breuer wurde in einer jüdischen Familie in Wien geboren. Nach dem Ersten Weltkrieg inskribierte er sich an der Technischen Hochschule Wien. 1919 wurde er ein Schüler von Adolf Loos. 1920 studierte er ein Semester am Bauhaus in Weimar und kehrte dann nach Wien zurück, um sein Studium 1922 an der gleichen Universität abzuschließen, an der er es begonnen hatte.
Er begann, mit Albert Linschütz zusammenzuarbeiten, mit dem er zahlreiche Entwürfe für Möbel und Haushaltsgegenstände sowie für die Inneneinrichtung anfertigte.
Um 1928 trat er dem Österreichischen Werkbund bei und beteiligte sich an der Werkbundsiedlung in Wien mit dem Bau eines Doppelhauses, das sich durch seine kubische Form und sein Flachdach auszeichnet. Beide Häuser wurden symmetrisch gebaut und hatten jeweils eine Grundfläche von 45 Quadratmetern. Sie sind ein Beispiel für seine wenigen dokumentierten Bauten.
1938 wurde Breuers Besitz von den Nationalsozialisten beschlagnahmt. Nach einem gescheiterten Selbstmordversuch wurde er im Sanatorium Purkersdorf bei Wien eingewiesen, wo er sich kurz darauf das Leben nahm. Seine Frau Grete Neuwalder wurde nach Polen deportiert, wo sie in einem Konzentrationslager ermordet wurde.
Die Grabstätte von Otto Breuer befindet sich in der Alten Jüdischen Abteilung des Wiener Zentralfriedhofs (Tor 1, Gruppe 52a, Reihe 1, Nr. 30).